# هوغو نيرفو
هوغو نيرفو (بالإسبانية: Martín Nervo) (6 يناير 1991 بسان نيكولاس دي لوس آرويوس في الأرجنتين - ) هو لاعب كرة قدم أرجنتيني في مركز قلب الدفاع. شارك مع منتخب الأرجنتين تحت 20 سنة لكرة القدم. أما مع النوادي، فقد لعب مع أرسنال ساراندي وبرشلونة جواياكويل.

## وصلات خارجية
- هوغو نيرفو على موقع الاتحاد الدولي (مؤرشف)  (الإنجليزية)
- هوغو نيرفو على موقع قاعدة بيانات كرة القدم.إي يو (الإنجليزية)
- هوغو نيرفو على موقع Soccerway.com (الإنجليزية)
- هوغو نيرفو على موقع عالم كرة القدم.نت (الإنجليزية)
- هوغو نيرفو على موقع AS.com (الإسبانية)